# قصر إمارة الحديثة

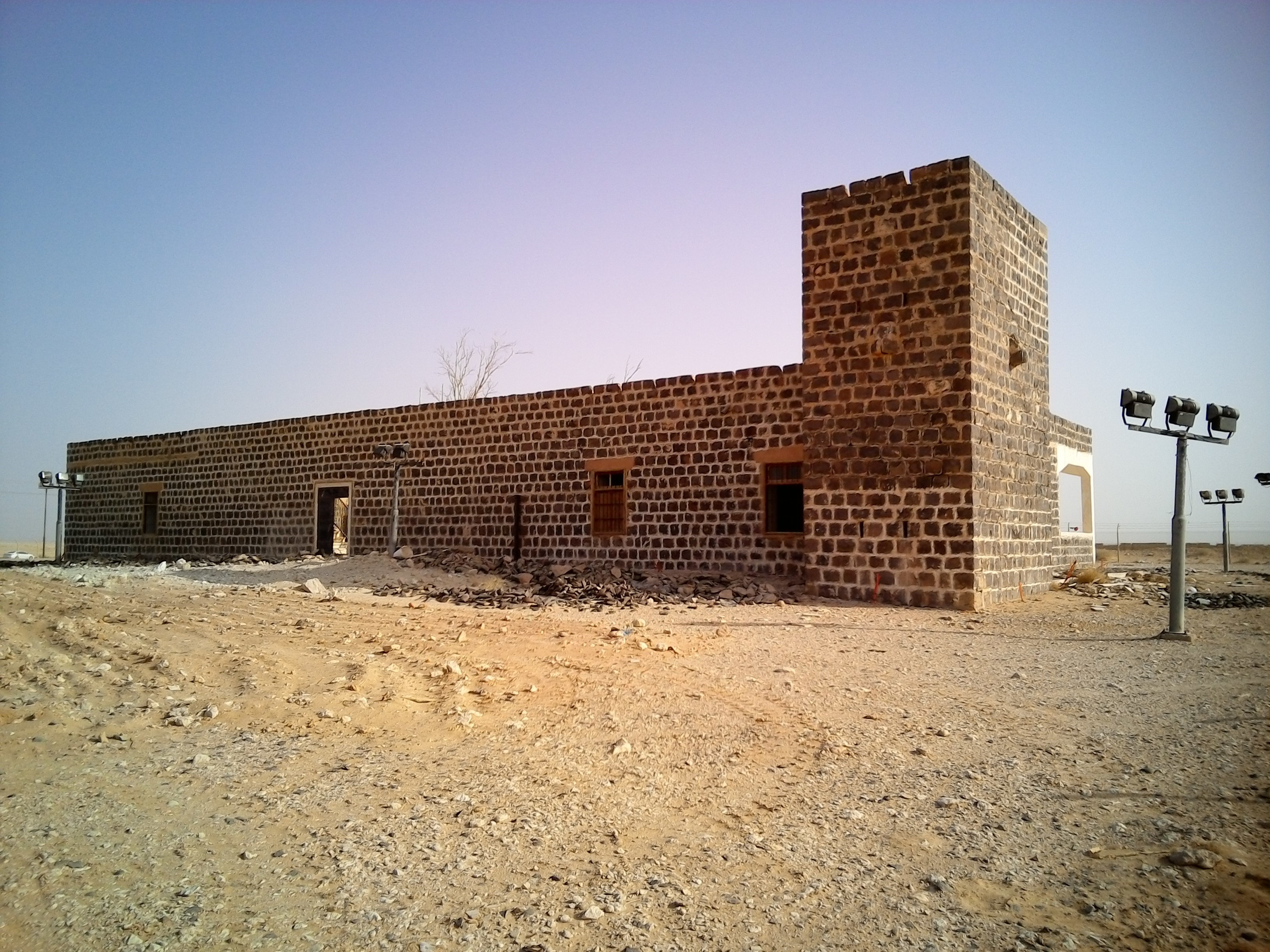

قصر إمارة الحديثة هو أحد مراكز قصور الامارة في محافظة القريات.

## الموقع
يقع في قرية الحديثة الواقعة بالقرب من الحدود الأردنية على مسافة 20 كم إلى الشمال الغربي من مدينة القريات، وتعرف قرية بالحديثة أيضا بالحديثة القديمة وهي تعد من أكبر قرى محافظة القريات وأهم مركز يتبع لها لوقوعها على
أهم منفذ بري في الشرق الأوسط وأكبر منطقة عبور به، لذلك أولتها المملكة منذ تأسيسها اهتماماً كبيراَ وعينت عليها أمراء مسؤولين عن إدارة منطقة قريات الملح ومفتشين للحدود الشمالية والإشراف على هذا المنفذ الحيوي.

## التاريخ
تم إنشاء القصر في عهد الملك عبد العزيز في 1371هـ، وتعاقب عليه عدد من الامراء، تم اخلاء القصر عام 1393هـ، عندما رحل العاملون به إلى منفذ الحديثة، وتم تسليمه إلى وزارة المعارف ممثلة في وكالة الآثار والمتاحف التي قامت باجراء الترميمات اللازمة له لتحويله إلى متحف.

## مكونات القصر
القصر مربع الشكل بني من الحجارة البازلتية السوداء، وله برجان مربعان يقعان في زوايا القصر الجنوبية الشرقية والشمالية الغربية، ويحتوي كل برج على غرفة في اعلاه للمراقبة، أما مدخله الرئيس فيقع في الواجهة الشمالية وهو مزين بطلاء من النورة، وبني على المدخل ظلة ذات عمودين طلبا أيضاً بالنورة، ويتكون القصر من فناء واسع مستطيل الشكل تتزوع من حوله الفراغات الداخلية في الجهات الشرقية والغربية والجنوبية من القصر والتي تبلغ حوالي 12 فراغاً تتوزع بين غرف ومخازن ومرافق، أما مجلس الرجال فيقع في الزاوية الشمالية الشرقية من الخارج، وقد زينت واجهة القصر الشمالية والجنوبية بالنورة من الداخل، كما طليت الغرف ومداخلها بالنورة ايضاً، وللقصر سطح يعد إليه بواسطة درج في الجهة الجنوبية الشرقية وآخر من الجهة الجنوبية الغربية، كما يحتوي القصر على مدخل فرعي في واجهته الجنوبية، وعلى عدد من النوافذ تطل على الخارج اثنتان في واجهته الجنوبية، وثلاث في واجهته الغربية.
وعلى مسافة غير بعيدة من القصر يوجد مسجد مبني أيضا بالحجارة البازلتية السوداء وهو تابع لقصر الامارة ويطلق عليه (مسجد الحجر).